# De hoogen Steener
De hoogen Steener (hoogduits: die hohen Steine) is een megalithisch bouwwerk uit het neolithicum. Het bouwwerk werd tussen 3500 en 2800 v.Chr. opgericht en wordt toegeschreven aan de Trechterbekercultuur. Het is onderdeel van de Straße der Megalithkultur.
Het ligt op ongeveer drie kilometer ten noorden van  Werlte in Samtgemeinde Werlte, Landkreis Emsland, Nedersaksen. Het is bekend onder Sprockhoff-Nr. 830. 

## Kenmerken
De ongeveer 28 meter lange en twee meter brede Emsländische Kammer ligt in een ovale omsluiting, maar de kransstenen zijn niet bewaard gebleven. Het is de langste kamer in een megalithisch bouwwerk in Nedersaksen en wordt ook in Midden-Europa en Noord-Europa niet overtroffen (alleen het hunebed in Havelte (D53) heeft 64 stenen meer dan De hoogen Steener). De voor een gedeelte in de nieuw opgeworpen dekheuvel verborgen draagstenen ondersteunen nog 14 van de waarschijnlijk 17 dekstenen. De toegang lag in het midden van de zuidelijke lange zijde, waar twee bewaard gebleven poortstenen de ingang van de gang aanduiden.
Het Ganggrab is een bouwvorm uit de jonge steentijd. Het bestaat uit een kamer en laterale gang. Dit type komt voornamelijk voor in Denemarken, Duitsland en Scandinavië, maar er komen ook ganggraven voor in Nederland en Frankrijk.
Bijzonderheid is dat een verschil in lengte van de draagstenen is opgelost. De bouwers hebben een zwerfsteen op de draagsteen geplaatst om het verschil in lengte op te lossen.

## Vondsten
In 1864 vond J. H. Müller onder de dekstenen fragmenten van versierde urnen. In 1906 vond Hans Müller-Brauel bij de opgraving van de kamer enkele stenen werktuigen en scherven van versierd glas.

## Weblinks
- Heimatverein Werlte